# Mein Schiff 3
Die Mein Schiff 3 ist ein Kreuzfahrtschiff der Reederei TUI Cruises. Es wurde am 22. Mai 2014 in Dienst gestellt, hat eine Länge von 293 Metern und ist für 2506 Passagiere zugelassen. Es war der erste Neubau der Reederei.

## Geschichte
Am 27. September 2011 wurde der Vertrag über den Bau des Schiffes zwischen TUI Cruises und STX Finland geschlossen. Ein weiterer Bestandteil des Vertrages war die Option auf einen weiteren Neubau. Am 5. November 2012 wurde bekanntgegeben, dass die Option auf die Mein Schiff 4 in Anspruch genommen wird. Als erster Neubau der Flotte von TUI Cruises wurde die Mein Schiff 3 bei der Werft STX Finland in Auftrag gegeben. Der erste Stahlschnitt, welcher den Baubeginn einleitete, wurde am 5. November 2012 durch TUI Cruises-CEO Richard J. Vogel gestartet.
Die Kiellegung der Mein Schiff 3 erfolgte am 24. Mai 2013 – der Stapellauf, wie geplant, am 8. November 2013. Am 22. April 2014 startete die Mein Schiff 3 zur ersten Probefahrt. Die Indienststellung erfolgte durch Übergabe am 22. Mai 2014. Am 24. Mai 2014 hätte ursprünglich die Überführungsfahrt nach Deutschland starten sollen. Das Schiff sollte am 26. Mai in Kiel eintreffen. Da es aber zu Verzögerungen beim Bau kam, fand der Erstanlauf am 4. Juni 2014 statt.
Die Schiffstaufe durch Helene Fischer fand am 12. Juni 2014 statt. Die Namensgebung zielt laut Reedereiangaben wie bei den Schwesterschiffen auf das Wohlfühlerlebnis von Gästen, die Wert auf Verwöhnen, zeitgemäßes Reisen und entspanntes Entdecken legen. Die anschließende Jungfernfahrt vom 13. bis 22. Juni führte ab Hamburg entlang der europäischen Atlantikküste über die Hafenstädte Le Havre, La Coruña, Porto, Lissabon und Cádiz nach Palma.
Anfang Mai 2020 wurden acht Crew-Mitglieder positiv auf COVID-19 getestet. Das Kreuzfahrtschiff lag danach in Cuxhaven und stand unter Quarantäne.
2021 wurde auf der Mein Schiff 3 die RTL-Serie Der Schiffsarzt mit Moritz Otto und Anna Puck gedreht.
Seit dem 16. April 2023 ist die Mein Schiff 3 das älteste der 8 Schiffe der Mein Schiff-Flotte, da die Mein Schiff Herz die Flotte an diesem Tag verlassen hat.

## Ausstattung

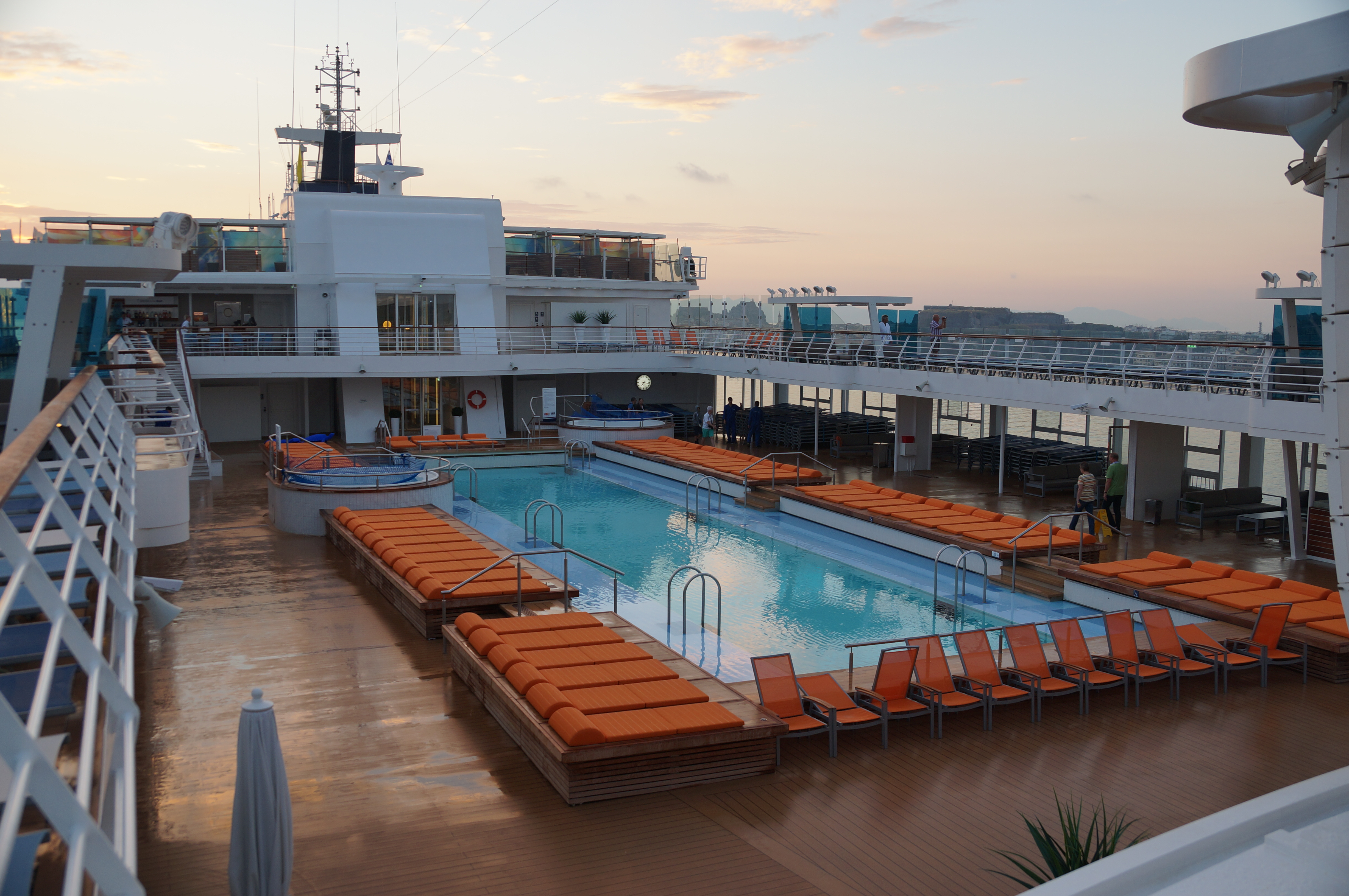
Oberdeck mit Außenpool

Das Schiff kann in 1253 Kabinen 2506 Passagiere aufnehmen (bei 2 Pers./Kabine). Um die Passagiere kümmern sich ca. 1000 Mann Besatzung. Etwa 90 % der Kabinen sind Außenkabinen und davon mehr als 80 % Balkonkabinen.
Das Schiff verfügt über 15 Decks und ist mit circa 99.700 BRZ vermessen. Es ist ca. 295 m lang sowie 35,8 m breit. Der Tiefgang beträgt 8,05 m.

### Besonderheiten
Zum Zeitpunkt der Indienststellung einzigartig auf einem Kreuzfahrtschiff waren:
- ein 25 Meter langer Außenpool,
- der Klanghaus genannte Konzertsaal und
- der sogenannte „Diamant“; eine 167 Quadratmeter große Glasfassade, die am Heck des Schiffes angebracht ist und sich über zwei Decks erstreckt.

Auf Deck 14 ist am Heck der „Blaue Balkon“ zu finden, zwei rund elf Quadratmeter große gläserne Plattformen 37 Meter über der Wasseroberfläche.

### Gastronomie
Gegenüber den ersten beiden Schiffen der Reederei wurde das Restaurantkonzept erweitert. Das Bedienrestaurant „Atlantik“ war auf der Mein Schiff 3 zunächst in die Bereiche „Klassik“ auf Deck 3 sowie „Eurasia“ und „Mediterran“ auf Deck 4 unterteilt. Mangels Nachfrage wurde das „Eurasia“ Ende November 2016 zu Gunsten des „Mediterran“ eingestellt. Neu hinzugekommen sind eine Backstube am Eingang des Buffet-Restaurants „Anckelmannsplatz“ auf Deck 12 und das fast rund um die Uhr geöffnete Bistro „Tag und Nacht“ auf Deck 5. 
Das von den Schwesterschiffen bekannte „Gosch Sylt“ befindet sich im hinteren Bereich von Deck 12 und ist außer zum Frühstück in einen Bedien- und einen Buffetbereich aufgeteilt. Zu den beiden Bezahl-Restaurants „Surf & Turf“ und „La Spezia“ auf Deck 5 ist das japanische Restaurant „Hanami“ hinzugekommen. Insgesamt gibt es zehn Restaurants und Bistros auf 4.952 Quadratmetern sowie dreizehn Bars und Lounges.

## Umweltschutz
Bei dem ersten Neubau verfolgt TUI Cruises nach eigenen Angaben einen „umweltschonenden Bauplan“. So wurden zum Bau des Schiffes hauptsächlich recyclingfähige Materialien, Artikel aus nachwachsenden Rohstoffen und Materialien mit anerkannten Umweltzertifikaten verwendet. Der Energieverbrauch soll im Vergleich zu ähnlichen Schiffen 30 % geringer sein. Ein kombiniertes Abgasnachbehandlungssystem sowie eine Entschwefelungsanlage senken die Emissionen durch die Schifffahrt bei Rauchgasen, Stickoxiden und Schwefeloxiden. Die Hauptmotoren werden mit Schweröl betrieben. Noch im Jahr 2011 hatte der TUI-Cruises-CEO Richard J. Vogel den Negativpreis Dinosaurier des Jahres für den Verbrauch großer Mengen von Schweröl durch die Kreuzfahrtflotte erhalten.

## Bilder

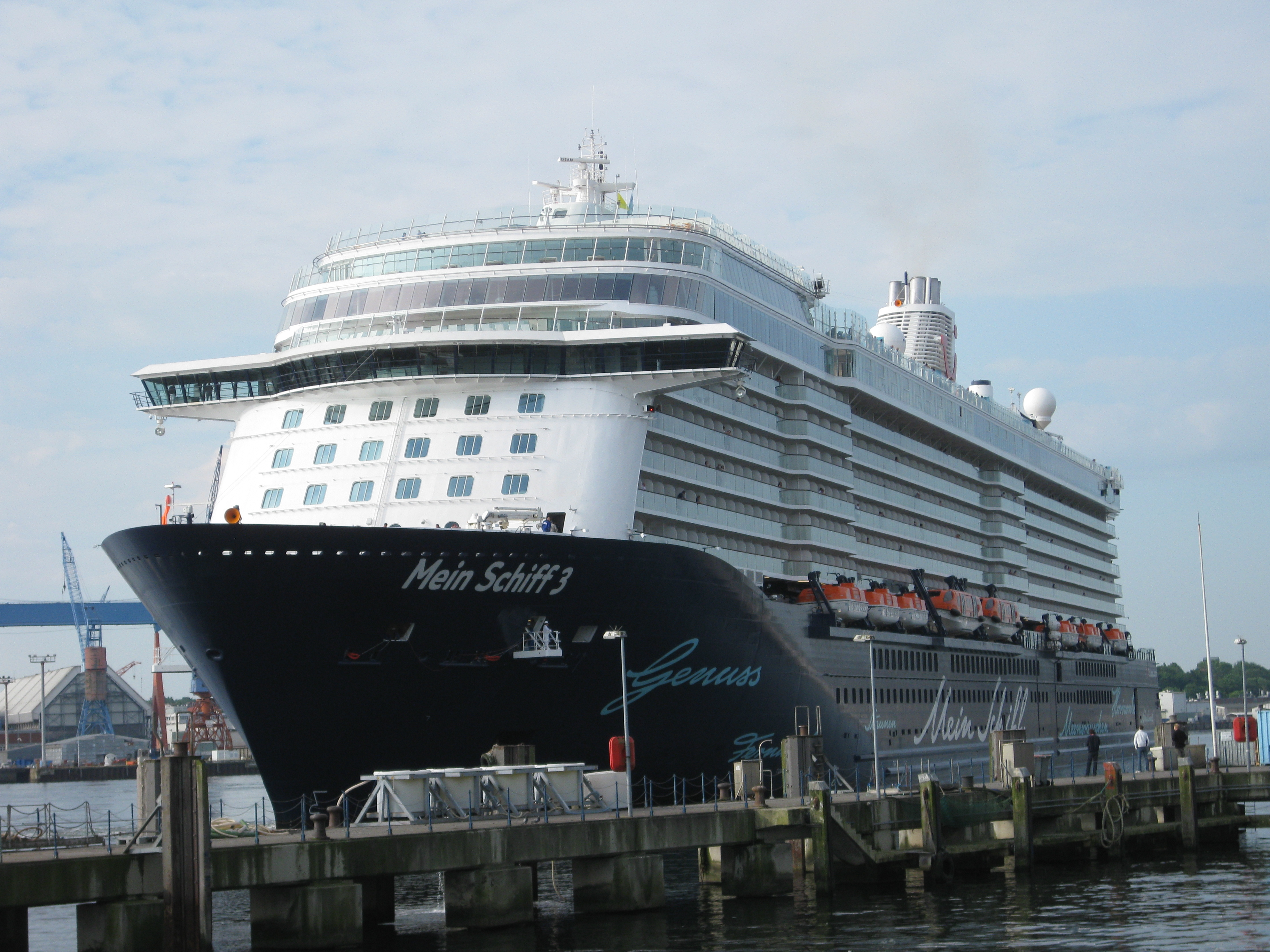
Im Hafen von Kiel
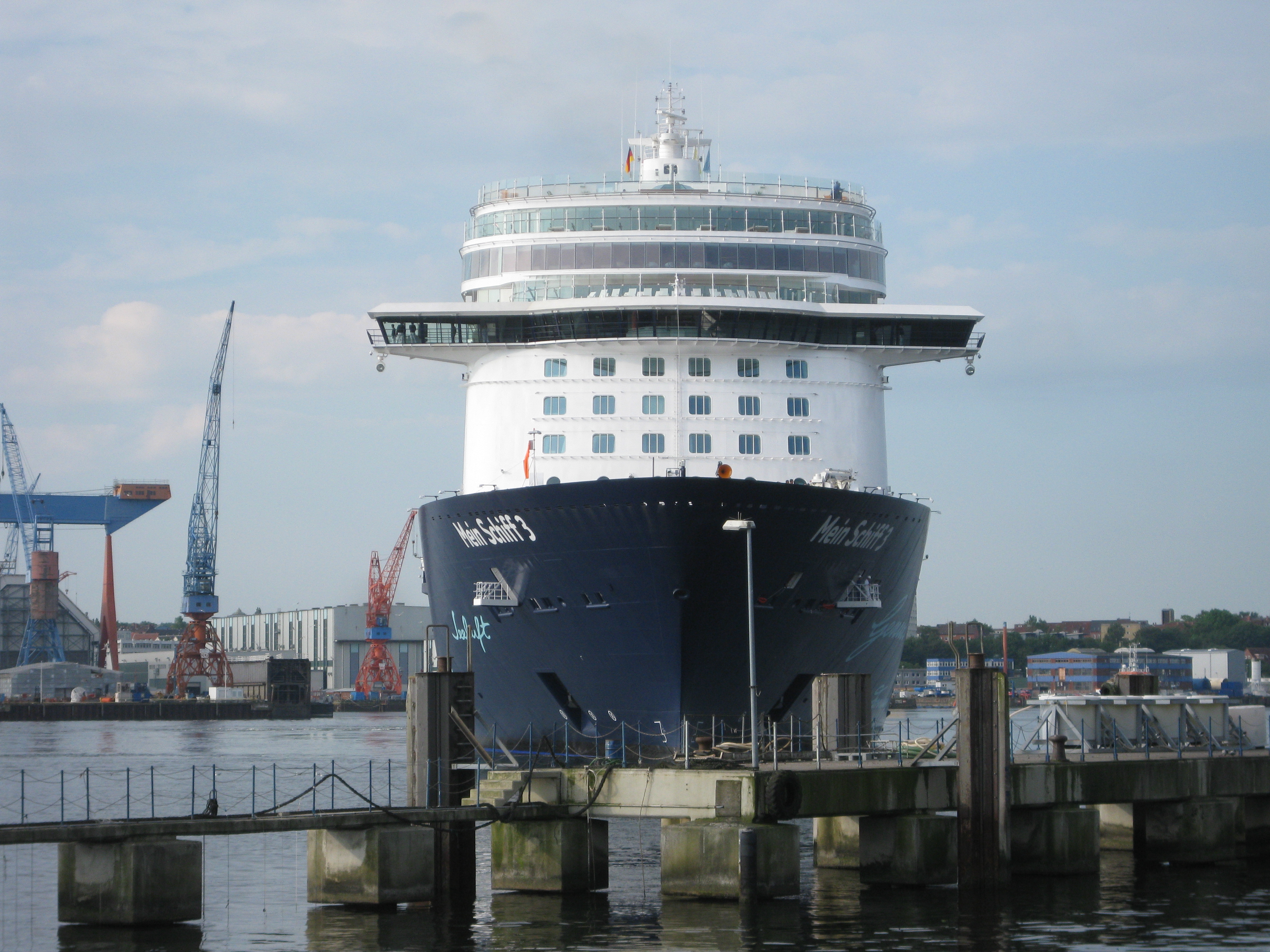
Mein Schiff 3 wendet in der Kieler Förde, um rückwärts am Ostseekai anzulegen
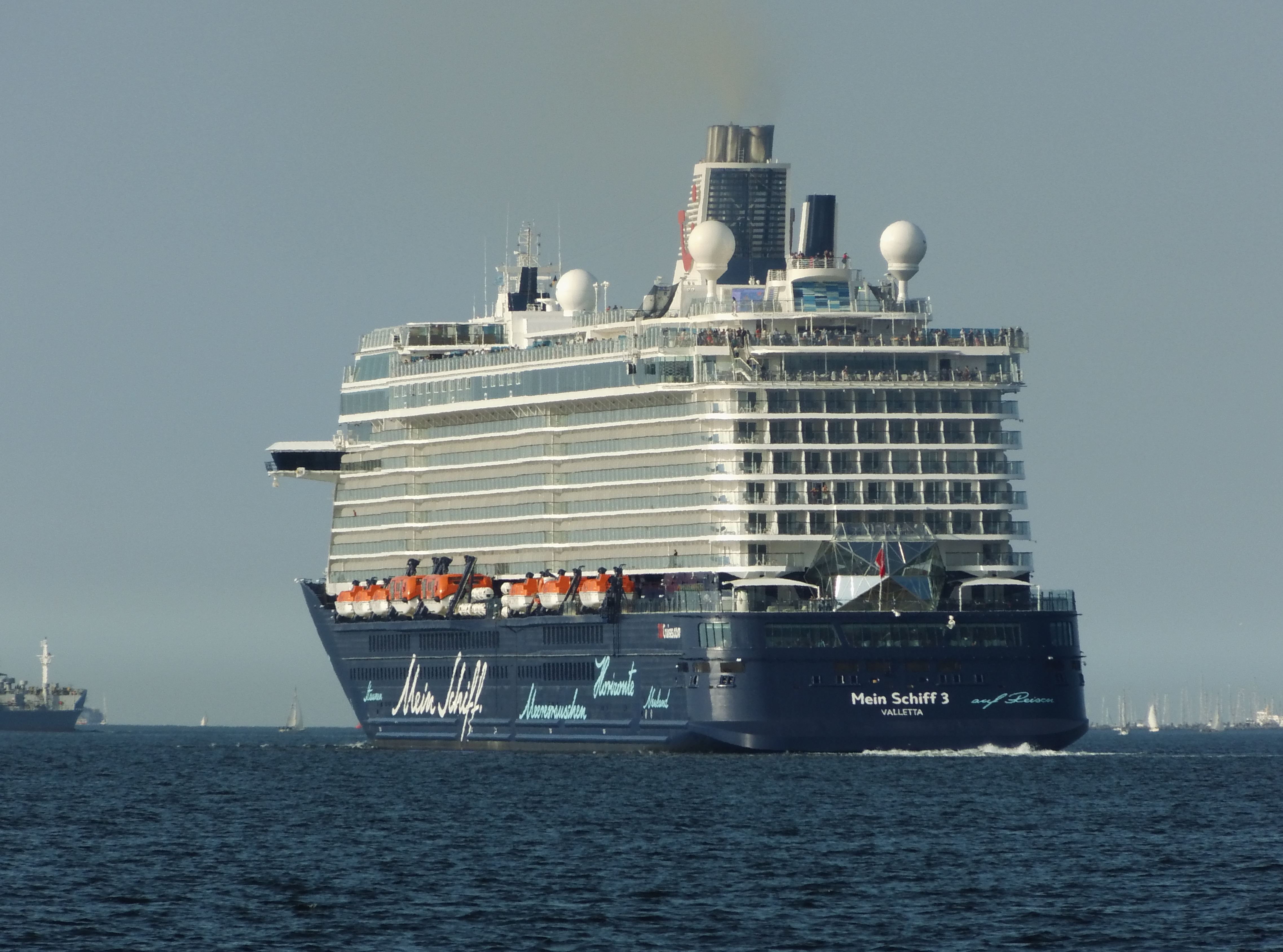
Heck der Mein Schiff 3 mit „Diamant“